# Тохумджу, Умут
Умут Дегер Тохумджу (нем. Umut Deger Tohumcu; родился 11 августа 2004) — немецкий футболист, полузащитник клуба «Хоффенхайм».

## Клубная карьера
Тохумджу выступал за молодёжные команды «Оффенбург», «Оффенбургер», «Фрайбург» и «Хоффенхайм». Получил известность в возрасте 14 лет, работая бол-боем на матче «Хоффенхайма» 9 сентября 2017 года, когда быстро кинул мяч Андрею Крамаричу, который затем вбросил мяч из аута, после чего Марк Ут забил победный гол в ворота «Баварии».
14 мая 2022 года дебютировал в основном составе «Хоффенхайма» в матче Бундеслиги против «Боруссии Мёнхенгладбах», выйдя на замену Ангело Штиллеру.

## Карьера в сборной
Выступал за сборные Германии до 15, до 16, до 17, до 18, до 19, до 20 лет и до 21 года.

## Личная жизнь
Родился в Германии в семье выходцев из Турции.